# Paralimnophila macquarie
Paralimnophila macquarie là một loài ruồi trong họ Limoniidae. Chúng phân bố ở miền Australasia.